# Sengo (Tibet)
 (septembre 2009).
Si vous disposez d'ouvrages ou d'articles de référence ou si vous connaissez des sites web de qualité traitant du thème abordé ici, merci de compléter l'article en donnant les références utiles à sa vérifiabilité et en les liant à la section « Notes et références ».
Pour les articles homonymes, voir Sengo.
Sengo est le nom de nomades tibétains de la région du Changthang où Plateau Tibétain.

## Vie quotidienne

### Mode de vie
Il est celui de nos lointains ancêtres ; ils mêlent de manière simple liberté et asservissement. Ils respectent leurs traditions, fil conducteur de leur vie. Mais à côté ils ne reçoivent d'ordre de personne et vivent comme bon leur semble. Leur système engendre une exceptionnelle liberté individuelle.
Ils ne sont pas victimes de l'exploitation économique et sociale comme c'est le cas dans le reste du Tibet. Ils sont livrés à eux-mêmes à la fois par l'État Tibétain et le Régime chinois.
Certains d'entre eux n'ont encore vu aucune personne de type européen.
Ces hommes, malgré le semblant d'une existence précaire sont le plus souvent détendus, joyeux, ouverts et agréables à côtoyer.

### Relations hommes-femmes
Les femmes ne sont en aucun cas les esclaves des hommes, et l'inverse n'est pas vrai non plus. La notion de respect est importante chez ces nomades. Chacun cherche à rendre son compagnon heureux. Ce sont les parfaits incarnateurs de la monogamie. Mais les rôles sont tout de même traditionnellement bien distribués. Au niveau des droits, chacun jouit des mêmes, même au niveau de l'héritage.
Parfois la polyandrie est pratiquée.
Les marques d'affection n'ont pas les mêmes connotations qu'en Europe. Par exemple, une femme peut très bien flirter avec un homme alors qu'elle est déjà mariée. Le sexe n'est pas tabou non plus, et parfois les familles offrent leurs femmes ou leurs filles aux étrangers, sans rien attendre en retour.
La plupart des Sengo pratiquent l'exogamie, il est dont assez difficile de marier sa fille. Qui plus est les tribus mitoyennes sont rivales, car chaque territoire est sacré, et y pénétrer en étant étranger serait vécu comme un drame. En général le seul moyen de trouver une femme est donc de l'enlever. Cet enlèvement est en principe fait sans violence, et a lieu lors de foires organisées une fois par an entre différentes tribus rivales, par exemple au Changthang oriental.
Pour cette occasion, les tribus vivent ensemble durant une semaine et ne se considèrent plus comme ennemies. Des jeux et des compétitions sont organisées. Les hommes désireux de se marier rencontrent des filles et ceux qui veulent se marier participent à une poursuite équestre. Les femmes, aussi à cheval, s'élancent, les hommes à leur poursuite. Chaque homme attrape n'importe quelle femme. Souvent, un arrangement est conclu avant la course. Ces courses ressemblent d'ailleurs à celles décrites dans W ou le souvenir d'enfance sur l'île de W de Georges Perec, mais leur impact sur la société est différent et sûrement peu compréhensible pour les peuples non adeptes de ces coutumes. En effet, les filles rêvent d'être enlevées.
Lorsque la foire est terminée, le couple vit ensemble pendant une période d'un an. Ensuite, soit ils se séparent, soit la dot est payée et le mariage a lieu à la foire suivante. 
Le système fonctionne puisque peu de divorces surviennent, alors qu'ils sont très faciles à obtenir : si l'homme s'en va, il doit donner à sa femme sa dot et un cheval, si c'est la femme, elle doit lui offrir un yack. En ce qui concerne les enfants, les garçons vont avec le père, les filles avec la mère.

### Le rôle des hommes
Leurs techniques de chasse et de capture sont vieilles  de dizaines de milliers d'années. Leur arme est le fusil à mèche vieux de cinq siècles. Pour tirer avec, ils se mettent à plat ventre et posent le canon sur une béquille faite de deux cornes d'antilope.

### Le rôle des femmes
Les femmes nomades doivent accomplir de rudes tâches ; traire les chèvres et les dri (femelles des yaks), tisser de la toile de yack pour les tentes (des ba (habitation) le plus souvent), faire la cuisine, s'occuper des enfants... Pourtant elles sont extrêmement féminines et soignent leur apparence par le grand nombre de bijoux qu'elles portent. Même dans ces territoires retirés, une mode naît ; leurs bijoux et leurs vêtements changent en fonction des années. Leur mari leur offre aussi des pierres précieuses, témoins premiers d'une certaine aisance et élément principal de leur dot.

## Religion
Les Sengo contrairement aux Tibétains n'acceptent pas la réplique bouddhiste : "la vie n'est que douleur" ; ils ne croient pas au bouddhisme mais aux déesses de la Chance et de la Fertilité qui règnent sur les esprits des quatre éléments. Ils leur font de fréquentes offrandes.
Ils considèrent que "l'homme n'est pas fait pour le confort, comme la chèvre n'est pas faite pour vivre dans les plaines".

## Soins médicaux
La médecine des nomades du Changthang est basée sur les trois humeurs du corps qu'il faut à tout prix maintenir ou rétablir : active, passive, neutre. 
Ils reçoivent parfois la visite de guérisseurs du Ladakh. Ceux-ci sont des très bons connaisseurs des pierres et des rares végétaux de leur territoire. Ils fabriquent de la poudre de pierre, qu'ils appliquent parfois sur la peau pour la brûler une fois qu'elle est bien fixée. Ils appliquent aussi directement des cristaux entier, sur le crâne ou le front. Ceux-ci favoriserait les rêves par la libéralisation des cristaux.

## Vision des choses
Le bonheur pour eux est quelque chose d'inné, c'est une partie de la beauté du monde. C'est en partie grâce à leurs croyances qu'ils ne vivent ni avec la peur, ni avec le stress, ni avec les incertitudes et encore moins les tourments que les Européens par exemple peuvent connaître.
Les jeunes ne s'inquiètent pas de leur avenir, leur chemin est tracé. 
Ils sont aussi exempts de tout esprit de compétition, puisqu'ils savent que pour être plus fort, toute la tribu doit s'entendre et travailler durement et équitablement.

## Sources
- Michel Peissel, Le Dernier Horizon - A la découverte du Tibet inconnu, éditions Robert Lafont, 2001.
- Le Troisième Pôle, Ushuia Nature